# 丁家镇
丁家镇，是中华人民共和国陕西省咸陽市长武县下辖的一个乡镇级行政单位。

## 行政区划
丁家镇下辖以下地区：
丁家村、南间村、五里铺村、十里铺村、直古村、胡同村、陈刘河村、柳家河村、张代河村和张河村。